# Kandalakški zaljev
Kandalakški zaljev (rus. Кандалакшский залив, skoltskolaponski: Käddluhtt, fin. Kantalahti) nalazi se u Republici Kareliji i Murmanskoj oblasti, u sjeverozapadnoj Rusiji. Tvoreći sjeverozapadni kut Bijelog mora, to je jedan od četiri velika zaljeva i zaljeva ovog mora, a ostali su Onješki zaljev (jugozapad), Dvinski zaljev (jug) i Mezenski zaljev (jugoistok).
Poluotok Kola nalazi se sjeverno od Kandalakškog zaljeva. Grad Kandalakša nalazi se na sjevernom vrhu zaljeva; nova naftna luka Vitino, oko 10 km prema jugu. U zaljevu je na stotine hridi. Zaljev je plitak i na zapadnoj strani doseže 300 metara. Godine 1976. gornji tokovi zaljeva proglašeni su ramsarskom močvarom od međunarodnog značaja, osobito kao mjesto za razmnožavanje migratornih ptica močvarica poput morske patke. 
Rezervat prirode Kandalakša (ru:Кандалакшский заповедник) uključuje dijelove obale i mnoge otoke u zaljevu. To je jedan od najstarijih prirodnih rezervata u Rusiji, osnovan 1932.
Od deglacijacije stopa postglacijalnog odskoka u Kandalakškom zaljevu je varirala. Otkad je Bijelo more spojeno sa Svjetskim oceanima, uzdizanje duž južne obale zaljeva iznosi ukupno 90 m. U intervalu prije 9500–5000 godina stopa izdizanja bila je 9–13 mm/ god. Prije atlantskog razdoblja stopa izdizanja se smanjila na 5-5,5 mm/god, da bi zatim nakratko porastao prije nego što je dostigao trenutnu stopu uzdizanja od 4 mm/god.

## Vanjske poveznice
|  | Zajednički poslužitelj ima još gradiva o temi Kandalakški zaljev |

- Kandalaksha Nature Reserve (English Summary), and some practical travel information on the City of Kandalaksha, also in English.
- Topographic map of Kandalaksha Gulf (Finnish and Russian)